# 非孤立奇点
非孤立奇点是奇点的一种。P是奇点，若不存在任何一个包含P的开邻域（又称开集）U，使得U中不包含异于P的奇点（即P的任意有孔邻域中都包含奇点），则称P为非孤立奇点。
非孤立奇点分为两种：
- 聚点：孤立奇点的极限。如果这些孤立奇点是极点，那么尽管这些极点本身可以洛朗展开，但它们的极限，即该聚点，不能进行洛朗展开。
- 自然边界：任何非孤立点集（如：一条曲线），使得函数不能在它周围解析连续。（如果在黎曼球面上，则函数不能在它外面解析连续。）

## 例子
- 函数{\displaystyle \tan \left(1/z\right)}在{\displaystyle \mathbb {C} \backslash \{0\}}上是亚纯函数，只在{\displaystyle z_{n}=\left({\frac {\pi }{2}}+n\pi \right)^{-1}}处有单极点，其中{\displaystyle n\in \mathbb {N} _{0}}。但因为{\displaystyle \lim _{n\rightarrow \infty }z_{n}\rightarrow 0}，任意一个以原点为圆心的空心圆内，都有无限个单极点，所以{\displaystyle \tan \left(1/z\right)}在{\displaystyle 0}附近没有洛朗展开。因此，{\displaystyle 0}是函数{\displaystyle \tan \left(1/z\right)}的非孤立奇点。

- 函数{\displaystyle \csc \left(\pi /z\right)}在{\displaystyle 0}处的奇点也是非孤立奇点，原因基本同上。

- 由麦克劳林级数定义的函数{\displaystyle \sum _{n=0}^{\infty }z^{2^{n}}}在以原点为圆心的开单位圆内（{\displaystyle |z|<1}）收敛。单位圆{\displaystyle |z|=1}是它的自然边界。